# Boljšoj balet
Boljšoj balet ("Veliki balet"), svjetski poznata i ugledna baletna kuća u Moskvi, jedna od najstarijih te s više od 200 profesionalnih baletana najveća baletna kuća na svijetu. Moskovska baletna akademija, koja djeluje unutar Boljšoja, smatra se najuglednijom baletnom školom na svijetu. Poznat je po natjecateljstvu s uglednom ruskom kućom Marijinski teatr u negašnjoj carskoj prijestolnici Sankt Peterburgu.
Godine 1773. osnovana je baletna škola u sklopu gradskog sirotišta, koja je tri godine kasnije prerasla u profesionalnu baletnu školu. Zahvaljujući natjecateljstvu s carskim Marijinskim teatrom izrasla je u uglednu i cijenjenu baletnu školu čijim je ravnateljem početkom 20. stoljeća postao i legendarni baletni koreograf Aleksandar Gorski, čije su opere u Boljšoju doživjele svoje svjetske praizvedbe. Tijekom višestoljetne tradicije škola je iznjedrila brojne priznate i cijenjene ruske i sovjetske baletne umjetnike.

## Vanjske poveznice
- Službene mrežne stranice na engleskom